# Fiebrigella rhodesiae
Fiebrigella rhodesiae är en tvåvingeart som först beskrevs av Oswald Duda 1936.  Fiebrigella rhodesiae ingår i släktet Fiebrigella och familjen fritflugor.
Artens utbredningsområde är Zimbabwe. Inga underarter finns listade i Catalogue of Life.